# Rekisaari (ö i Norra Karelen, Joensuu, lat 62,70, long 31,26)
Rekisaari är en ö i Finland. Den ligger i sjön Sysmä och i kommunen Ilomants i den ekonomiska regionen  Joensuu ekonomiska region  och landskapet Norra Karelen, i den sydöstra delen av landet, 400 km nordost om huvudstaden Helsingfors. Öns area är 0,7 hektar och dess största längd är 160 meter i sydöst-nordvästlig riktning.